# Marc Prensky

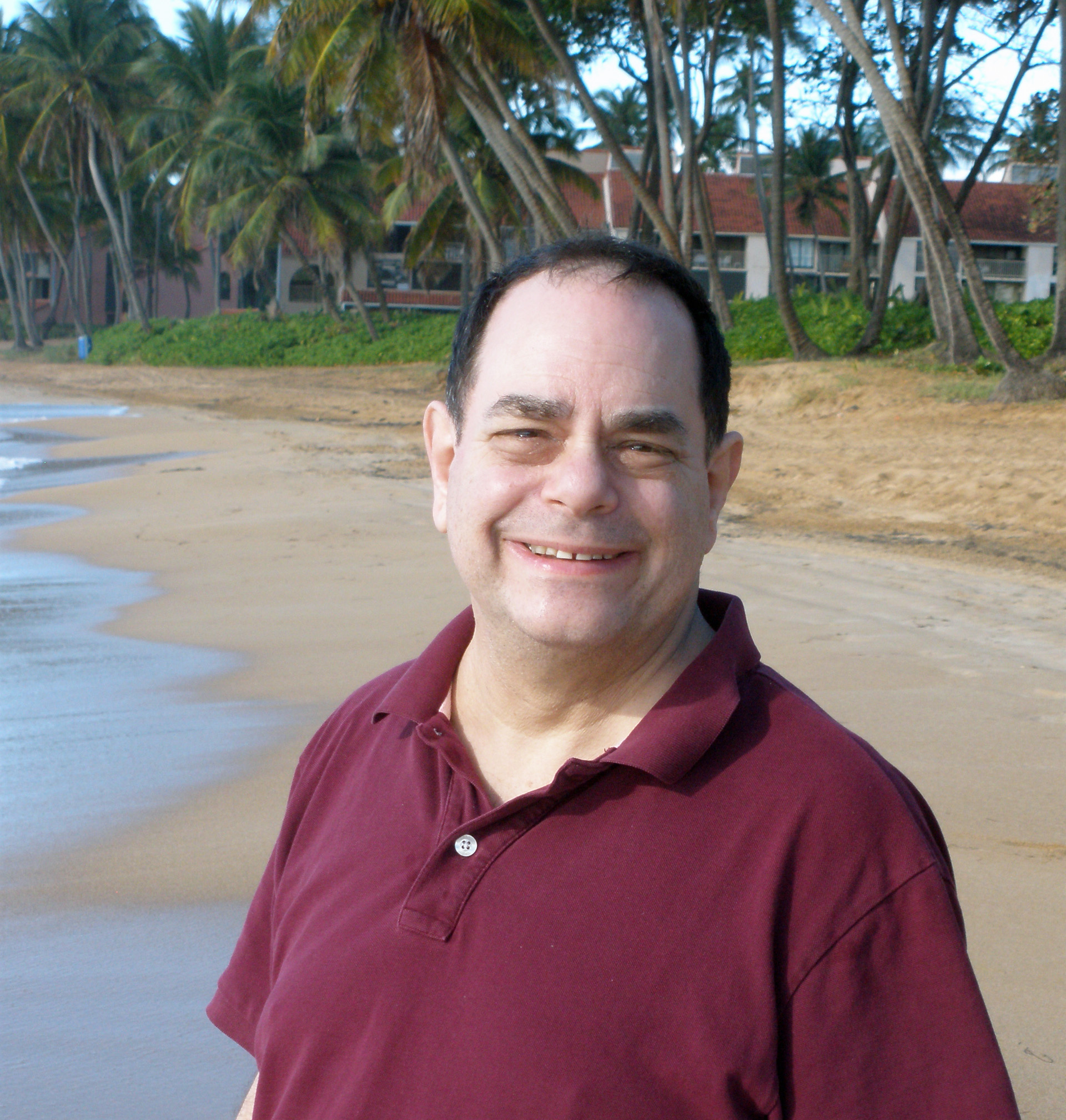
Marc Prensky

Marc Prensky (japanisch マーク・プレンスキー; * 15. März 1946 in New York City) ist ein US-amerikanischer Autor, Lehrer und Manager.
Er prägte den Begriff Digital Native und schuf Arbeiten zu digitalen Bildungsformen, u. a. zu Digital Game-based Learning.

## Leben
Prensky hat Abschlüsse am Oberlin College (1966), an der Yale University (1968) und an der Harvard Business School (1980) gemacht. Zu Beginn seiner beruflichen Tätigkeit arbeitete er als Lehrer und Unternehmer. Derzeit ist er als Autor und Berater tätig.

## Leistungen
Prensky beschäftigt sich mit der Frage, wie im digitalen Zeitalter moderne Bildungsformen aussehen können. Er prägte 2001 die Begriffe Digital Native und Digital Immigrant durch seinen Aufsatz „Digital Natives, Digital Immigrants“.

## Werke

### Aufsätze
- Marc Prensky: Digital Natives, Digital Immigrants. (PDF; 135 kB) In: On The Horizon, MCB University Press, Vol. 9, No. 5, Oktober 2001, ISSN 1074-8121.
- Marc Prensky: Digital Natives, Digital Immigrants, Part II: Do They Really Think Differently? (PDF; 252 kB) In: On The Horizon, MCB University Press, Vol. 9, No. 6, Dezember 2001, ISSN 1074-8121.
- Viele weitere seiner Aufsätze sind auf seiner Webseite frei zugänglich.[4]

### Bücher
- Digital Game-Based Learning (2001)
- Don’t Bother Me Mom – I’m Learning (2006)
- Teaching Digital Natives – Partnering for Real Learning (2010)
- From Digital Natives to Digital Wisdom: Hopeful Essays for 21st Century Learning (2012)
- Brain Gain: Technology and the Quest for Digital Wisdom (2012)